# Mocarz
Mocarz. Opowieść o św. Andrzeju Boboli – powieść autorstwa Jana Dobraczyńskiego wydana w 1947 przez wydawnictwo Milicji Niepokalanej, osnuta na motywach życia św. Andrzeja Boboli.
Według Zofii Starowieyskiej-Morstinowej autor nie unikając kilku wad (brak ścisłości historycznej i dowolne traktowanie faktów z życia Boboli) daje plastyczny i bardzo żywy obraz życia świętego, ukazując go jako cichego i pokornego człowieka przeżywającego dramatyczną walkę z przezwyciężanymi w zakonie kawalerską fantazją i gwałtownym usposobieniem. Jednocześnie dobrze nakreślił powolne dochodzenie Boboli do świętości i trafnie ukazał jego życie wewnętrzne. Z trudnej kwestii przedstawienia wizji świętego wyszedł szczęśliwie, nadając im formę rozmyślań głównego bohatera.